# قرار مجلس الأمن التابع للأمم المتحدة رقم 751

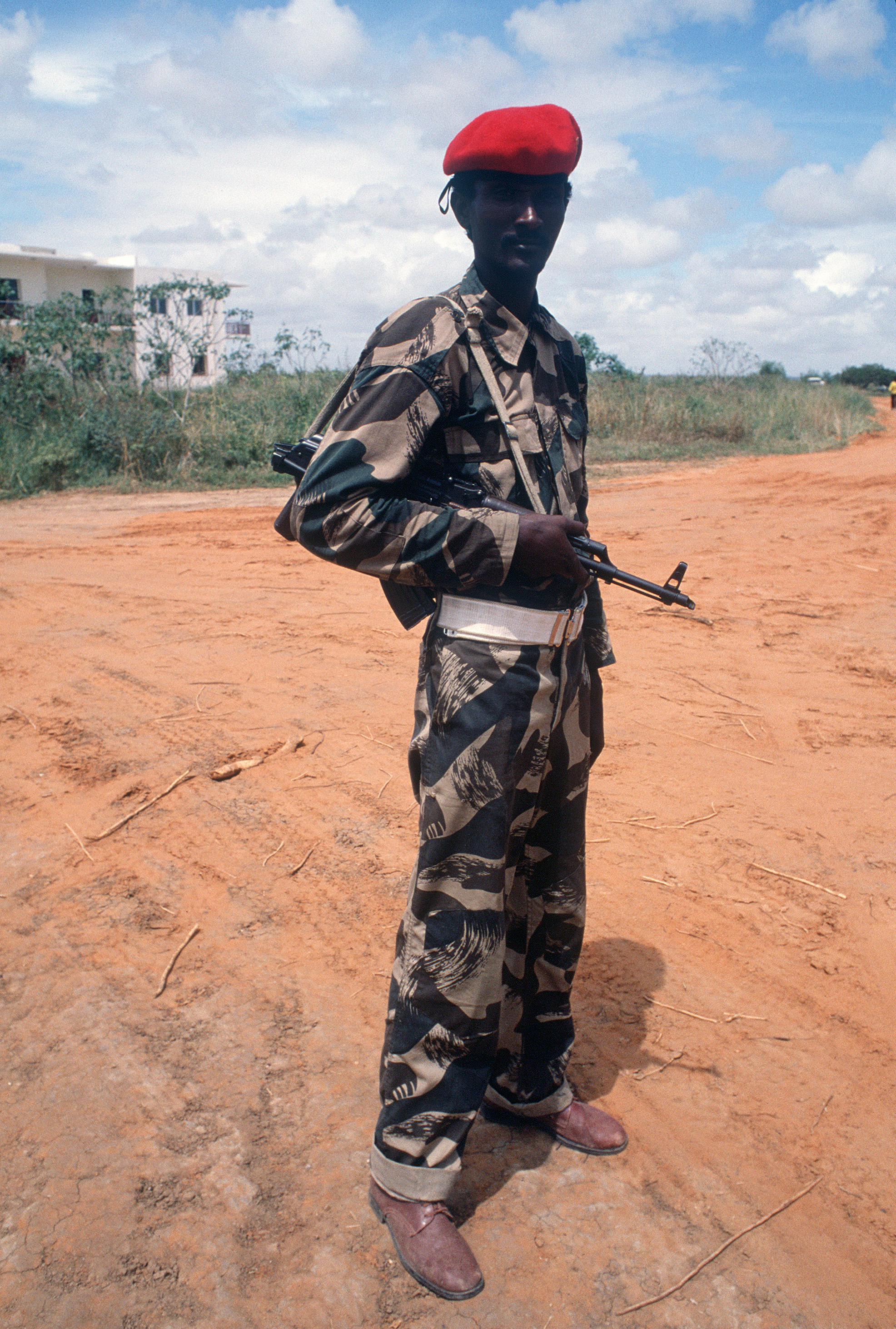
جندي صومالي

قرار مجلس الأمن التابع للأمم المتحدة رقم 751، الذي صدر بالإجماع في 24 أبريل 1992، بعد إعادة تأكيد القرارين 733 (1992) و746 (1992) والنظر في تقرير الأمين العام بطرس بطرس غالي عن الوضع الحرب الأهلية المستمرة في الصومال. أنشأ المجلس عملية للأمم المتحدة في الصومال بنشر فوري لـ 50 مراقبا في العاصمة مقديشو لرصد وقف إطلاق النار.
ومضى المجلس إلى إنشاء، من حيث المبدأ، قوة أمنية تحت إشراف المنصب المنشأ حديثا، الممثل الخاص للأمين العام في الصومال، وطلب إجراء مزيد من المشاورات بشأن القوة المقترحة. وطلب أيضا إلى الأمين العام تيسير الوقف الفوري للأعمال القتالية والتقيد بوقف إطلاق النار في جميع أنحاء البلد لتعزيز عملية المصالحة وتقديم المساعدة الإنسانية. كما رحب القرار بالجهود التي تبذلها جامعة الدول العربية ومنظمة الوحدة الأفريقية ومنظمة التعاون الإسلامي في الصومال، ودعا إلى عقد مؤتمر مع السالف الذكر والأمين العام والفصائل في الصومال.
كما أنشأ القرار لجنة تابعة لمجلس الأمن للإشراف على حظر عام كامل للأسلحة ضد الصومال، بما في ذلك التماس معلومات من دول فردية بشأن التدابير التي اتخذتها وتقديم توصيات بشأن تحسين فعالية الحصار ومع الدول التي تنتهكه. وانتهى بالدعوة إلى التعاون على جميع المستويات لإيجاد تسوية سلمية في البلاد.
وقد تم تعديل الحظر بموجب قرارات مجلس الأمن على مر السنين للسماح للصحفيين باستيراد السترات الواقية والخوذات لاستخدامهم الشخصي ولقيام الاتحاد الأفريقي بتأسيس وجود مسلح.
وتم تشكيل فريق خبراء للتحقيق في عدم نجاح حظر الأسلحة في عام 2002. وقد أدى تقريرها  إلى إنشاء فريق للرصد. ذكر تقرير فريق الرصد بالتفصيل العديد من شحنات الأسلحة، في بعض الأحيان بمساعدة القراصنة أو مصدرها من المخزونات الحكومية في البلدان المجاورة. تم العثور على أموال الجهات المانحة لتمويل الواردات.
في عام 2008، كان الحصار يتعلق بالدول والمنظمة البحرية الدولية التي قدمت المساعدة التقنية إلى الصومال بناء على طلبها لتعزيز القدرة على ضمان الأمن الساحلي والبحري، بما في ذلك مكافحة القرصنة قبالة الساحل الصومالي.

## روابط خارجية
- نص القرار في undocs.org